# AAA-Saison 1937
Die AAA-Saison 1937 war die 20. Meisterschaftssaison im US-amerikanischen Formelsport. Sie begann am 30. Mai mit dem Indianapolis 500 und endete am 12. September in Syracuse. Wilbur Shaw sicherte sich den Titel.

## Rennergebnisse
| Nr. | Datum         | Veranstaltung (Rennstrecke)                                          | Meilen | Sieger          | Siegerteam       |
| --- | ------------- | -------------------------------------------------------------------- | ------ | --------------- | ---------------- |
| 1   | 30. Mai       | International 500 Mile Sweepstakes (Indianapolis Motor Speedway) (O) | 500    | Wilbur Shaw     | Shaw-Offenhauser |
| 2   | 05. Juli      | George Vanderbilt Cup (Roosevelt Raceway) (P)                        | 300    | Bernd Rosemeyer | Auto Union       |
| 3   | 12. September | Syracuse 100 (New York State Fairgrounds) (UO)                       | 100    | Billy Winn      | Summers-Miller   |

- Erklärung: O: Oval, P: permanente Rennstrecke, UO: unbefestigtes Oval

## Fahrer-Meisterschaft (Top 10)
| 1. | Wilbur Shaw     | 1135  |
| 2. | Ted Horn        | 750   |
| 3. | Bernd Rosemeyer | 600   |
| 4. | Ralph Hepburn   | 598,1 |
| 5. | Louis Meyer     | 550   |

| 6. | Richard Seaman   | 495   |
| 7. | Bill Cummings    | 444,4 |
| 8. | Rex Mays         | 405   |
| 9. | Cliff Bergere    | 335,2 |
| 9. | Ernst von Delius | 330   |